# La Tragédie de Pudd’nhead Wilson et la comédie des deux jumeaux extraordinaires
La Tragédie de Pudd’nhead Wilson et la comédie des deux jumeaux extraordinaires (titre original : The Tragedy of Pudd’nhead Wilson and The Comedy Those Extraordinary Twins) est un roman de Mark Twain publié en novembre 1894.

## Historique
Pudd’nhead Wilson. A Tale by Mark Twain parut d'abord en feuilleton dans The Century Magazine de décembre 1893 à juin 1894. Le roman est publié avec un récit, Those Extraordinary Twins, par l'American Publishing Company (en), à Hartford en novembre 1894.

## Résumé
Dans une petite ville des bords du Mississippi arrive un jeune avocat de New York, David Wilson, bientôt surnommé le nigaud (pudd'nhead) pour avoir voulu tuer la moitié d'un chien ne lui appartenant pas ! 
De plus, son passe-temps favori consiste à recueillir les empreintes digitales des passants. Sa renommée est faite...
À la même époque, Roxana, jeune esclave métisse (un seizième de sang noir) élève et nourrit deux garçons blondinets, le sien et celui de son maître, Percy Driscoll, frère du juge du tribunal du comté. Pour éviter la vente de son fils dans une plantation, elle substitue les deux nourrissons. Le faux Tom devrait faire une belle carrière...
Vingt ans plus tard, dans la même ville, arrivent deux jeunes nobles italiens, des jumeaux. Tom l'imposteur, lui, pille, joue et vend sa propre mère dans une plantation. Il finit par assassiner son oncle et tuteur. Mais Wilson avec ses empreintes remet tout le monde à sa place... Et les jumeaux ? C'est une autre histoire...
« Le lecteur connaît depuis le début l'auteur du meurtre et comment le crime sera résolu. Les circonstances du dénouement, cependant, ont été à cette époque une grande nouveauté. 
Prendre des empreintes digitales n'était pas alors chose courante pour la détection des crimes aux États-Unis. Même un homme pour qui c'était un passe-temps a été traité de nigaud, un 'pudd'nhead'. » (Introduction de Langston Hughes au roman)
L'histoire décrit aussi le racisme du Missouri d'avant la Guerre de Sécession, même vis-à-vis des gens apparemment blancs avec quelques traces infimes de sang noir et l'acceptation de cet état de choses par tous, y compris dans une certaine mesure par la population noire.

### Éditions
- The Tragedy of Pudd’nhead Wilson and The Comedy Those Extraordinary Twins, chez  American Publishing Company (en), à Hartford en novembre 1894.

### Traductions
- Les Jumeaux extraordinaires traduit par Albert Savine et Michel Georges-Michel, Édition française illustrée, 1920.
- La Tragédie de David Wilson le Parfait Nigaud par Philippe Jaworski, collection La Pléiade, Paris, Gallimard, 2015.
- Wilson Tête d'œuf suivi de Les Jumeaux extraordinaires par Freddy Michalski, L'Œil d'or, Paris, 2021.